# Chalcosyrphus nitidus
Chalcosyrphus nitidus är en tvåvingeart som först beskrevs av Josef Aloizievitsch Portschinsky 1879.  Chalcosyrphus nitidus ingår i släktet mulmblomflugor, och familjen blomflugor. Inga underarter finns listade i Catalogue of Life.